# Pinus palustris
Pinus palustris és una espècie de conífera de la família Pinaceae pròpia del sud-est dels Estats Units d'Amèrica, i es troba també a Cuba. Es troba amenaçat en el seu hàbitat natural a causa de la sobreexplotació en el passat i a la pèrdua d'hàbitat. P. palustris pot viure fins a uns 500 anys.

## Distribució i ecologia

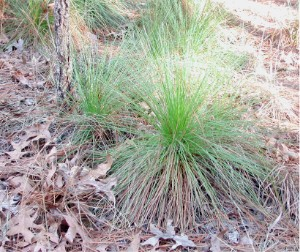
P. palustris, planteta jove.

Aquest pi és originari de la regió del sud-est dels Estats Units, de l'est de Texas a Virgínia, passant per Florida. Creix també a Cuba. actual deguda a la urbanització excessiva dels llocs on creix.
Malgrat el nom de "palustris" en llatí, prefereix terrenys sorrencs amb bon drenatge. A Alabama hi ha llocs on aquests pins creixen bé en terrenys argilosos.

## Característiques
L'arbre fa fins a 35 metres d'alçada, amb un tronc d'uns 70 cm de diàmetre. Hom diu que en el passat hi havia P. palustris que creixien fins als 47 m amb un tronc d'un diàmetre de 120 cm. És de creixement lent i triga entre 100 i 150 anys a arribar a aquestes dimensions.
Té un sistema d'arrels laterals molt desenvolupat, unit a unes quantes arrels que creixen perforant el terreny fins a una profunditat de força metres.
L'escorça és marró rogenc i fosca. Les fulles són molt llargues, de 20 a 45 cm de longitud, i d'un verd fosc. Les pinyes són més grans que les pinyes de qualsevol altre pi.

## Melis (denominació moderna)
La fusta d'aquest pi és molt apreciada. Una de les denominacions modernes és melis o mobila. A causa del seu alt contingut de trementina és naturalment força resistent al corc de la fusta. La fusta de P. palustris va ser molt utilitzada a finals del segle xix quan venien vaixells de la Cuba colonial carregats de troncs de melis com a llast. Molts d'aquests troncs es feien servir antigament per fer de bigues i de travesses de via fèrria.
A la fusta del pi roig (Pinus sylvestris), i també a la de qualque altra espècie de pi, quan és de bona qualitat se li diu "melis".
La fusta coneguda en català com a "melis" no s'ha de confondre amb la fusta comercialitzada amb el nom de "meli" que pertany a les espècies del gènere Afzelia (Afzelia africana, Afzelia bipindensis i Afzelia pachyloba).